# Tenuipalpus malligai
Tenuipalpus malligai är en spindeldjursart som beskrevs av Mohanasundaram 1981. Tenuipalpus malligai ingår i släktet Tenuipalpus och familjen Tenuipalpidae. Inga underarter finns listade i Catalogue of Life.